# Choerades hobelias
Choerades hobelias là một loài ruồi trong họ Asilidae. Choerades hobelias được Oldroyd miêu tả năm 1972.